# Tiên Sơn, Ninh Bình
Tiên Sơn là một phường thuộc tỉnh Ninh Bình, Việt Nam.

## Địa lý
Tiên Sơn nằm cách phường Hoa Lư - trung tâm tỉnh lỵ Ninh Bình 44 km về phía Bắc, có vị trí địa lý:
- Phía tây giáp phường Hà Nam.
- Phía đông giáp phường Duy Tiên và xã Lý Nhân.
- Phía nam giáp phường Liêm Tuyền và xã Bình Lục.
- Phía bắc giáp phường Đồng Văn và phường Duy Hà.

Phường Tiên Sơn	có diện tích:	23,96	km², 	dân số:	27.062	người, mật độ dân số: 	1129	người/km². 	Đây là đơn vị có diện tích xếp thứ:	82	, số dân xếp thứ: 	87	và mật độ dân số xếp thứ: 	69	trong số 129 xã, phường ở Ninh Bình.
Phường này nằm trên quốc lộ 1A, 37B, Đường cao tốc Bắc – Nam.

## Lịch sử
Theo Nghị quyết số 1674/NQ-UBTVQH15 ngày 16/6/2025 về sắp xếp các đơn vị hành chính cấp xã của tỉnh Ninh Bình năm 2025, Sắp xếp toàn bộ diện tích tự nhiên, quy mô dân số của phường Tiên Sơn, và một phần diện tích tự nhiên, quy mô dân số của phường Tiên Nội, xã Tiên Ngoại thành phường mới có tên gọi là phường Tiên Sơn.